# Faro Punta Tetas
El Faro Punta Tetas es un faro perteneciente a la red de faros de Chile. Se ubica en el sector Punta Tetas en la Región de Antofagasta.